# Andrea Lalli
Andrea Lalli (Firenze, 20 maggio 1987) è un mezzofondista italiano, campione europeo di corsa campestre nel 2012.

## Biografia
Di famiglia molisana originaria di Campochiaro (Cb), fa parte del Gruppo Sportivo delle Fiamme Gialle dal febbraio 2008.
Nel 2006 ha vinto il titolo juniores ai Campionati europei di corsa campestre, mentre nel 2008 a Bruxelles ha nuovamente conquistato il titolo europeo di corsa campestre, questa volta nella categoria under 23.
Nel 2009 è arrivato sesto ai Campionati europei a squadre in 14'27"60 a Leiria e ha raggiunto la finale dei 10000 metri piani ai Campionati europei di Barcellona 2010, concludendo al settimo posto.
Il 25 marzo 2012 si è classificato secondo alla Stramilano, con il tempo di 1h01'11", suo primato personale sulla distanza della mezza maratona.
Il 9 dicembre dello stesso anno, con una corsa condotta costantemente in prima posizione, vince in modo sorprendente ed inatteso il campionato europeo di cross a Budapest (Ungheria), con il tempo di 30'01": è il primo atleta a vincere il titolo europeo nelle tre categorie: juniores (2006), under 23 (2008) e seniores.
Il 1º novembre 2015 partecipa alla Maratona di New York, conseguendo l'11º posto assoluto, al 1º posto tra gli atleti europei.

## Palmarès
| Anno | Manifestazione             | Sede          | Evento           | Risultato | Prestazione | Note                          |
| ---- | -------------------------- | ------------- | ---------------- | --------- | ----------- | ----------------------------- |
| 2005 | Mondiali di cross          | Saint-Galmier | Juniores         | 53º       | 26'45"      |                               |
| 2005 | Europei juniores           | Kaunas        | 5000 m piani     | 6º        | 14'28"73    | Miglior prestazione personale |
| 2005 | Europei di cross           | Tilburg       | Juniores         | 12º       |             |                               |
| 2006 | Mondiali di cross          | Fukuoka       | Juniores         | 30º       | 25'24"      |                               |
| 2006 | Europei di cross           | San Giorgio   | Juniores         | Oro       | 16'53"      |                               |
| 2006 | Europei di cross           | San Giorgio   | A squadre (jr)   | Oro       | 68 punti    |                               |
| 2007 | Europei under 23           | Debrecen      | 5000 m piani     | 12º       | 14'07"14    |                               |
| 2007 | Europei di cross           | Toro          | Under 23         | 4º        | 24'43"      |                               |
| 2008 | Mondiali di cross          | Edimburgo     | Individuale      | 70º       | 37'44"      |                               |
| 2008 | Europei di cross           | Bruxelles     | Under 23         | Oro       | 24'56"      |                               |
| 2008 | Europei di cross           | Bruxelles     | A squadre (u-23) | Argento   | 42 punti    |                               |
| 2009 | Europei under 23           | Kaunas        | 10000 m piani    | Argento   | 29'49"80    |                               |
| 2009 | Europei di cross           | Dublino       | Seniores         | 18º       |             |                               |
| 2009 | Europei di cross           | Dublino       | A squadre (sr)   | Bronzo    | 62 punti    |                               |
| 2010 | Mondiali militari di cross | Ostenda       | Seniores         | Oro       |             |                               |
| 2010 | Europei                    | Barcellona    | 10000 m piani    | 7º        | 29'05"20    |                               |
| 2010 | Europei di cross           | Albufeira     | Seniores         | 6º        | 29'28"      |                               |
| 2012 | Europei di cross           | Budapest      | Individuale      | Oro       | 30'01"      |                               |
| 2012 | Europei di cross           | Budapest      | A squadre        | Bronzo    | 63 punti    |                               |
| 2013 | Giochi del Mediterraneo    | Mersin        | Mezza Maratona   | 5º        | 1h10'11"    |                               |
| 2014 | Europei                    | Zurigo        | Maratona         | dnf       | dnf         |                               |

## Campionati nazionali
2005
- 18º ai campionati italiani di corsa su strada, 10 km - 30'21"

2006
- Argento ai campionati italiani juniores, 5000 m - 14'34"06

2007
- 11º ai campionati italiani assoluti, 5000 m - 15'04"27
- Oro ai campionati italiani promesse, 5000 m - 14'34"34"

2008
- 4º ai campionati italiani assoluti, 1500 m - 3'46"26
- Oro ai campionati italiani di corsa campestre - 25'22"

2009
- Oro ai campionati italiani di corsa campestre - 29'51"

2013
- 5º ai campionati italiani assoluti, 5000 m - 14'22"72

2014
- Argento ai campionati italiani di corsa su strada, 10 km - 29'52"

2015
- Oro ai campionati italiani di maratonina - 1h02'53"
- Oro ai campionati italiani di corsa campestre - 29'55"

## Altre competizioni internazionali
2007

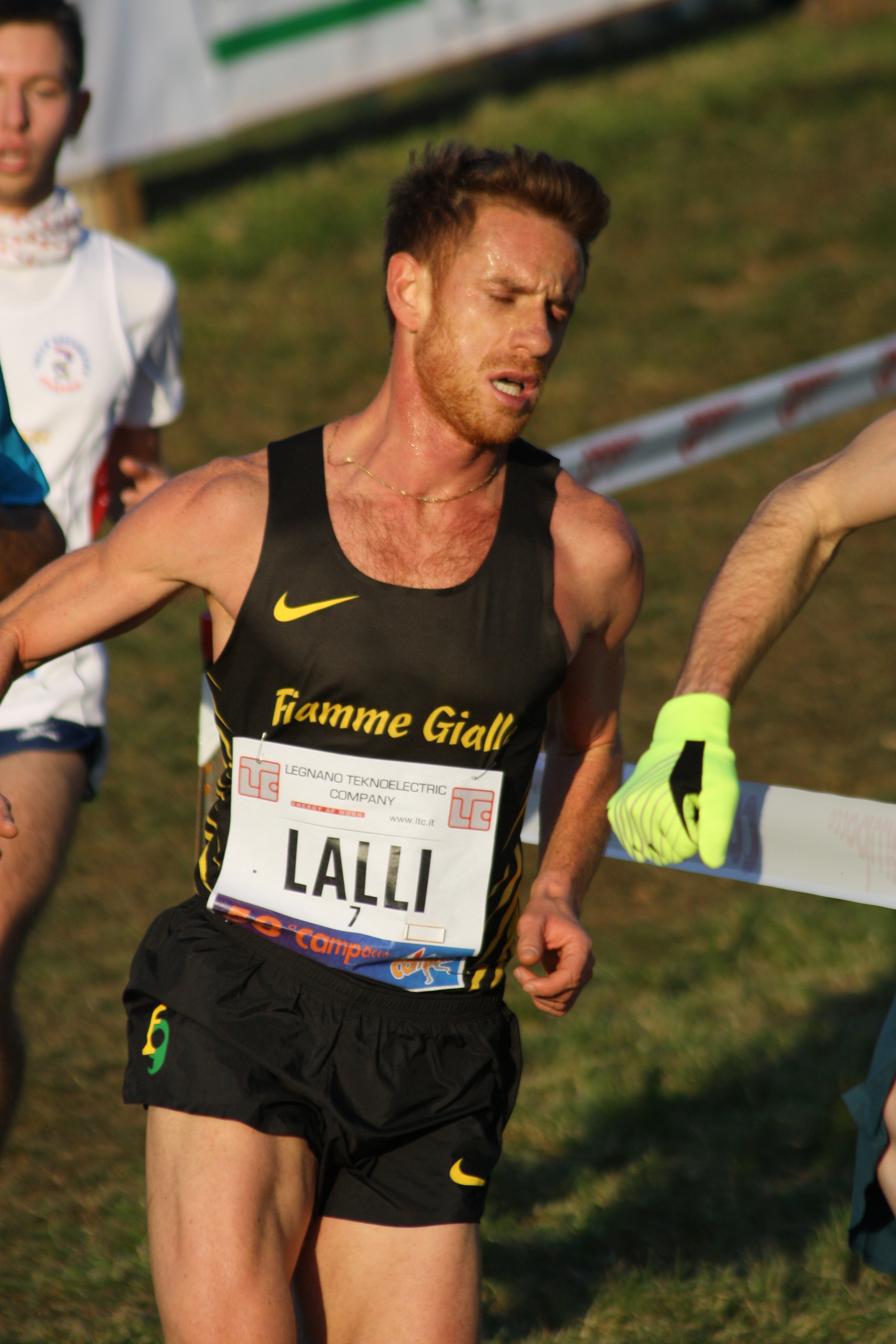
Andrea Lalli durante la 58ª edizione del Campaccio nel 2015

- 10º al Trofeo del Matese ( Bojano), 10,1 km - 31'30"
- 11º al Giro al Sas ( Trento) - 31'20"
- Oro al Cross della Volpe ( Volpiano) - 35'25"

2008
- 8º al Giro podistico internazionale di Castelbuono ( Castelbuono), 11,3 km - 36'02"
- 5º al Trofeo del Matese ( Bojano), 10,2 km - 29'58"
- 4º al Giro al Sas ( Trento) - 29'32"
- Oro al Trofeo Avis ( Lagonegro) - 29'22"
- 4º alla Nike+ Human Race ( Roma) - 30'58"
- 12º al Cross di Alà dei Sardi ( Alà dei Sardi) - 34'54"
- 5º al Cross International Venta de Baños ( Venta de Baños) - 32'11"
- 9º alla Lotto Cross Cup Brussels ( Bruxelles) - 31'43"
- 5º al Cross Internacional de Soria ( Soria) - 30'00"
- Oro al Cross della Volpe ( Volpiano) - 27'21"

2009
- 6º agli Europei a squadre ( Leiria), 5 000 metri - 14'27"60
- 5º alla BOclassic ( Bolzano) - 29'34"
- 6º al Giro al Sas ( Trento) - 29'42"
- 5º al Giro delle Mura Città di Feltre ( Feltre), 9,5 km - 27'12"
- 6º alla Amatrice-Configno ( Amatrice), 8,5 km - 25'33"
- 4º al Campaccio ( San Giorgio su Legnano) - 30'23"
- Oro alla Lotto Cross Cup Brussels ( Bruxelles) - 31'37"
- Oro al Cross della Volpe ( Volpiano) - 26'13"
- 4º al Cross Internacional de Oeiras ( Oeiras) - 24'56"
- Oro al Cross del Sud ( Lanciano) - 22'52"

2010
- 6º al Giro al Sas ( Trento) - 28'55"
- 6º alla BOclassic ( Bolzano) - 29'22"
- 7º al Memorial Peppe Greco ( Scicli) - 29'58"
- Argento alla Oderzo Città Archeologica ( Oderzo), 9,9 km - 28'51"
- 7º al Campaccio ( San Giorgio su Legnano) - 29'50"
- 8º al Cross di Alà dei Sardi ( Alà dei Sardi) - 33'37"
- 13º alla Lotto Cross Cup Brussels ( Bruxelles) - 32'52"
- 8º al Cross Internacional de Soria ( Soria) - 31'30"

2011
- 7º alla Stramilano ( Milano) - 1h02'32"
- Oro alla We Run Rome ( Roma) - 29'28"
- 6º alla Cinque Mulini ( San Vittore Olona) - 29'21"
- 6º al Campaccio ( San Giorgio su Legnano) - 29'29"

2012
- Argento alla Stramilano ( Milano) - 1h01'11"
- Oro a La Corsa di Miguel ( Roma) - 29'01"
- Bronzo alla We Run Rome ( Roma) - 28'57"
- Bronzo alla Oderzo Città Archeologica ( Oderzo), 9,8 km - 28'36"
- 9º al Campaccio ( San Giorgio su Legnano) - 29'15"
- 7º alla Lotto Cross Cup Brussels ( Bruxelles) - 33'50"

2013
- 7º nella Coppa Europa dei 10000 metri ( Pravec), 10000 m - 29'05"13
- Bronzo alla Maratona di Venezia ( Venezia) - 2h14'26"
- 4º a La Trenta del Mare di Roma ( Ostia), 30 km - 1h37'49"
- 7º alla Mezza maratona di Udine ( Udine) - 1h02'30"
- 6º al Giro podistico internazionale di Castelbuono ( Castelbuono) - 31'28"
- Bronzo alla We Run Rome ( Roma) - 29'23"
- 9º al Campaccio ( San Giorgio su Legnano), 29"15

2014
- 5º alla Maratona di Torino ( Torino) - 2h12'48"
- 10º alla Mezza maratona di České Budějovice ( České Budějovice) - 1h06'05"
- 9º alla BOclassic ( Bolzano) - 29'54"
- Oro alla Deejay Ten ( Milano) - 29'01"
- Oro al Giro di Bisceglie ( Bisceglie) - 31'14"
- Oro alla Oderzo Città Archeologica ( Oderzo), 9,8 km - 28'28"

2015
- 11º alla Maratona di New York ( New York) - 2h17'12"
- Oro alla Mezza maratona di Napoli ( Napoli) - 1h04'39"
- 5º al Giro al Sas ( Trento) - 29'47"
- Argento al Memorial Peppe Greco ( Scicli) - 30'20"
- Argento al Campaccio ( San Giorgio su Legnano) - 29'09"

2017
- 10º alla BOclassic ( Bolzano) - 30'31"